# Claude Joseph Ferry
Pour les articles homonymes, voir Ferry.
Claude Joseph Ferry, né à Raon-aux-Bois (Vosges) le 19 novembre 1756 et mort à Liancourt (Oise) le 1er mai 1845, est un professeur de génie militaire, élu député des Ardennes à la Convention nationale. Il a collaboré à l’Encyclopédie méthodique et à la création du calendrier républicain.

## Biographie
Professeur à l'École royale du génie de Mézières de 1787 à 1792, Ferry est élu député des Ardennes à la Convention nationale le 6 septembre 1792. Il vote la mort du roi, est envoyé en mission dans la Loire pour inspecter la fabrication d'armes. Il participe à la création du calendrier républicain. Avec Christophe Salicetti, il rend compte également la situation de la Corse. En juin 1793, il s'oppose à la non-convertibilité des assignats. Recruté comme examinateur d'entrée de la première École polytechnique de 1794 à 1798, il s'exile volontairement[réf. nécessaire] sous le Consulat, voyageant à travers l'Allemagne et la Russie. Il ne rentre en France qu'en 1809[réf. nécessaire], occupant alors les fonctions de professeur à l'École d'application de l'artillerie et du génie de Metz, et à nouveau, d'examinateur à l'École Polytechnique. L'auteur militaire Antoine-Marie Augoyat le nomme néanmoins comme son professeur à l'école de Metz dès 1803.
Il est démis de ses fonctions lors de la Première Restauration (1814), mais n'en refuse pas moins, pendant les Cent-Jours, de prêter serment à l'Acte additionnel à la Constitution. C'est sans doute cette attitude qui lui valut une pension sous la Seconde Restauration (1815).

## Œuvres
- Notice sur l'organisation des colonies militaires en Russie (1825)
- Nouvelles idées sur la population et remarques sur les théories de Malthus et Godwin (1826)